# Beczka Amontillado (film)
Beczka Amontillado — polski telewizyjny film fabularny z 1971 roku w reżyserii Leona Jeannota. Scenariusz napisali wspólnie L. Jannot i Bolesław Michałek pod pseudonimem Jan Bolesławski na podstawie opowiadania Edgara Allana Poego o tym samym tytule.
Akcja filmu rozgrywa się w odległej przeszłości, a tematem — przygotowywanie zemsty za przeżywane upokorzenia.

## Obsada
- Franciszek Pieczka jako Fortunato
- Henryk Boukołowski jako Montresor
- Jolanta Lothe jako Francesca
- Maciej Małek jako Luchesi